# Euploea turneri
Euploea turneri är en fjärilsart som beskrevs av Butler 1878. Euploea turneri ingår i släktet Euploea och familjen praktfjärilar. Inga underarter finns listade i Catalogue of Life.